# Doctori fără de arginți
Sfinții doctori fără de arginți erau sfinți vindecători care nu cereau plată pentru îngrijirea bolnavilor. Printre ei se numără:
- Cosma și Damian
- Chir și Ioan
- Pantelimon și Ermolae
- Samson și Diomid
- Mochie și Anichit
- Talaleu și Trifon